# Magnus Antonsson
Magnus August Antonsson, född 22 november 1887 i Malmö, död 1979 i Malmö, var en svensk ämneslärare och kommunalpolitiker (höger). 
Antonsson avlade folkskollärarexamen 1908 och studerade handelsämnen vid Örebro handelsgymnasium 1921. Han var styrelseledamot i Limhamns sparbank 1931–1943 och i Malmö sparbank 1943, ledamot av Malmö stadsfullmäktige 1947–1950 och vice ordförande i Malmö stads drätselkammares tredje avdelning (motsvarande fastighetsnämnden) 1948–1951. Han var ordförande i taxeringsnämnden och fastighetsägareföreningen samt styrelseledamot i Sveriges fastighetsägareförbund och suppleant i statens hyresråd. Han utgav läroböcker i handelsräkning och bokföring. Magnus Antonsson är begravd på Västra Klagstorps kyrkogård.